# Vil·la Maria Lluïsa
La Vil·la Maria Lluïsa és una casa de Sant Pere Pescador (Alt Empordà) inclosa a l'Inventari del Patrimoni Arquitectònic de Catalunya.

## Descripció
Situada dins del nucli urbà de la població de Sant Pere, a la part sud de l'entramat urbà, força propera al riu Fluvià. Està delimitada pels carrers dels Afores i de l'Hospital.
Edifici de planta rectangular, format per tres crugies, amb jardí al voltant. Presenta una gran terrassa a la part davantera de la coberta i teulada a un sol vessant a la part posterior. Està distribuït en planta baixa, pis i altell. La façana principal presenta les obertures rectangulars decorades amb dues motllures de rajola vidrada blava, a mode de guardapols. Al primer pis hi ha una galeria d'arcs carpanells sostinguts per fines columnes, amb balustrada i aplics decoratius. Damunt del portal d'accés hi ha una obertura ovalada. La façana està rematada amb un plafó central amb el nom de la casa i una balustrada correguda que delimita la terrassa.
La construcció està arrebossada i pintada de color groc.